# Start Miastko
Start Miastko – polski klub piłkarski z Miastka założony w 1952 roku. W sezonie 2025/2026 występuje w klasie okręgowej, gr. słupskiej.

## Historia
Pierwsze kluby sportowe w Miastku powstawały tuż po zakończeniu II wojny światowej. W latach 1945-1950 powstały takie kluby jak Traktor, Orzeł, Gwardia czy Kolejarz. Kluby te istniały jednak krótko, ponieważ maksymalnie kilka lat. W 1952 roku powstał KS Start Miastko, który wiele lat rozgrywał swoje mecze w koszalińskich ligach okręgowych. Największym sukcesem było występowanie na III szczeblu rozgrywkowym w sezonach 1973/1974 i 1974/1975. Po spadku ponownie klub rozgrywał swoje mecze w niższych ligach (początkowo w wyniku reformy administracyjnej w woj. słupskim, później w woj. pomorskim). W XXI wieku Start występował głównie w rozgrywkach klasy okręgowej i klasy A. W sezonie 2024/2025 po spadku z IV ligi klub przystąpił do rozgrywek klasy okręgowej, gr. słupskiej.

## Bilans ligowy
Źródła:
| Sezon                       | Liga                           | Poziom ligowy | Pozycja w tabeli | Uwagi                    |
| --------------------------- | ------------------------------ | ------------- | ---------------- | ------------------------ |
| brak danych z lat 1952-1973 |                                |               |                  |                          |
| 1973/1974                   | liga okręgowa, gr. koszalińska | III           | 12/14            |                          |
| 1974/1975                   | liga okręgowa, gr. koszalińska | III           | 13/14            | spadek                   |
| brak danych z lat 1975-1998 |                                |               |                  |                          |
| 1998/1999                   | liga okręgowa, gr. słupska     | V             | 12/13            |                          |
| 1999/2000                   | liga okręgowa, gr. słupska     | V             | 15/16            | spadek                   |
| brak danych z lat 2000-2002 |                                |               |                  |                          |
| 2002/2003                   | klasa okręgowa, gr. słupska    | V             | 5/16             |                          |
| 2003/2004                   | klasa okręgowa, gr. słupska    | V             | 5/16             |                          |
| 2004/2005                   | klasa okręgowa, gr. słupska    | V             | 8/16             |                          |
| 2005/2006                   | klasa okręgowa, gr. słupska    | V             | 13/16            | utrzymanie po barażach   |
| 2006/2007                   | klasa okręgowa, gr. słupska    | V             | 14/16            | spadek po barażach       |
| 2007/2008                   | klasa A, gr. Słupsk I          | VI            | 4/12             | [ a ]                    |
| 2008/2009                   | klasa A, gr. Słupsk II         | VII           | 8/14             |                          |
| 2009/2010                   | klasa A, gr. Słupsk II         | VII           | 7/12             |                          |
| 2010/2011                   | klasa A, gr. Słupsk II         | VII           | 3/12             |                          |
| 2011/2012                   | klasa A, gr. Słupsk II         | VII           | 2/12             | awans                    |
| 2012/2013                   | klasa okręgowa, gr. słupska    | VI            | 10/16            |                          |
| 2013/2014                   | klasa okręgowa, gr. słupska    | VI            | 2/14             | awans                    |
| 2014/2015                   | IV liga, gr. pomorska          | V             | 14/18            |                          |
| 2015/2016                   | IV liga, gr. pomorska          | V             | 15/18            | spadek                   |
| 2016/2017                   | klasa okręgowa, gr. słupska    | VI            | 1/16             | awans                    |
| 2017/2018                   | IV liga, gr. pomorska          | V             | 16/18            | spadek                   |
| 2018/2019                   | klasa okręgowa, gr. słupska    | VI            | 2/16             |                          |
| 2019/2020                   | klasa okręgowa, gr. słupska    | VI            | 7/16             | [ b ]                    |
| 2020/2021                   | klasa okręgowa, gr. słupska    | VI            | 4/20             |                          |
| 2021/2022                   | klasa okręgowa, gr. słupska    | VI            | 2/18             | przegrane baraże o awans |
| 2022/2023                   | klasa okręgowa, gr. słupska    | VI            | 2/17             | , awans                  |
| 2023/2024                   | IV liga, gr. pomorska          | V             | 18/18            | spadek                   |
| 2024/2025                   | klasa okręgowa, gr. słupska    | VI            | 4/16             |                          |